# 林亨柱
林亨柱（韓語：임형주，1986年5月7日—）是韓國歌劇流行音樂歌手、男高音。小學四年級即以歌唱神童受注目、卡內基廳歷來最年輕的獨唱音樂家。時隔8年，林亨柱終於在2013年12月26日推出第5張正規專輯《Finally》。2015發行5.5輯Sarang : Love並舉行全國巡演。
- 2003年2月，受邀於已故韓國總統盧武鉉之就職典禮上獻唱國歌。[3]
- 2009年，他開設了Art One藝術文化財團，並成立Art One Society（簡稱AOS藝術院）。[4]
- 2010年，時齡24歲的林亨柱，成為韓國首位獲聯合國頒發和平勳章的得獎者[5]。
- 2015年9月，在MBC綜藝節目《蒙面歌王》中以「硬漢」身份登場，演唱了《陪在你身邊 (너의 곁으로)》(曹成模)、《虛幻的愛情(보이지 않는 사랑)》(申升勛)、《死之讚歌(사의 찬미)》(尹心惪)[6]，最後甚至進入了歌王挑戰者的最終爭奪戰。據本人聲稱，是為了使正在走向萎縮的歌劇流行音樂再次產生熱潮而參加了該節目。

## 音樂專輯

### 正規專輯
- 1輯 Salley Garden (2003年1月21日)
- 2輯 Silver Rain (2003年9月27日)
- 3輯 Misty Moon(韓) (2004年3月25日),Misty Moon(台)(2004年9月17日),Misty Moon(日)(2004年12月1日)
- 4輯 The Lotus(韓)(2004年10月19日),The Lotus(日)(2004年12月7日)
- 5輯 Finally (2013年12月26日)
- 5.5輯 Sarang : Love(韓)(2015年2月10日)
- 6輯 The Last Confession（2016年11月）
- 7輯 Lost In Time（2021年11月）

### 其他專輯
- Whispers of Hope (1998年4月28日)
- Live From Seoul (2005年)
- Acacia (2006年)
- With You(日) (2006年)
- White Dream (2006年)
- Eternal Memory (2007年)
- My Hero (2009年)
- Miracle History (2010年)
- Beautiful Wish (2011年)
- Once More (2011年)
- Oriental Love (2012年)
- Classic Style (2013年)
- All My History (2013年)

## 外部連結
- 林亨柱官方網站
- Lim Hyung-joo Becomes 1st Korean to Win UN Peace Medal （页面存档备份，存于）
- 「流行歌劇帝王」林亨柱，專輯發行僅一天 位居唱片1位-音源2位 （页面存档备份，存于）
- 林亨柱日本活力门博客 （页面存档备份，存于）
- 林亨柱時隔3年再次舉行全國巡演 （页面存档备份，存于）